# Chantier naval de Galați
Le chantier naval de Galați (roumain : Șantierul Naval Galați) est une entreprise (chantier naval) sur le Danube en Roumanie.
C'est une entreprise créée en 1893 par la fonderie de bronze Fenric. Son approvisionnement en acier a été profondément renforcé au milieu des années 1960 par la construction du combinat sidérurgique géant de Galati, à une dizaine de kilomètres, avec son laminoir automatisé de tôles de grandes dimensions, dans le Delta du Danube.
Privatisé par la suite, il est devenu une filiale de Damen Group.

## Constructions du chantier

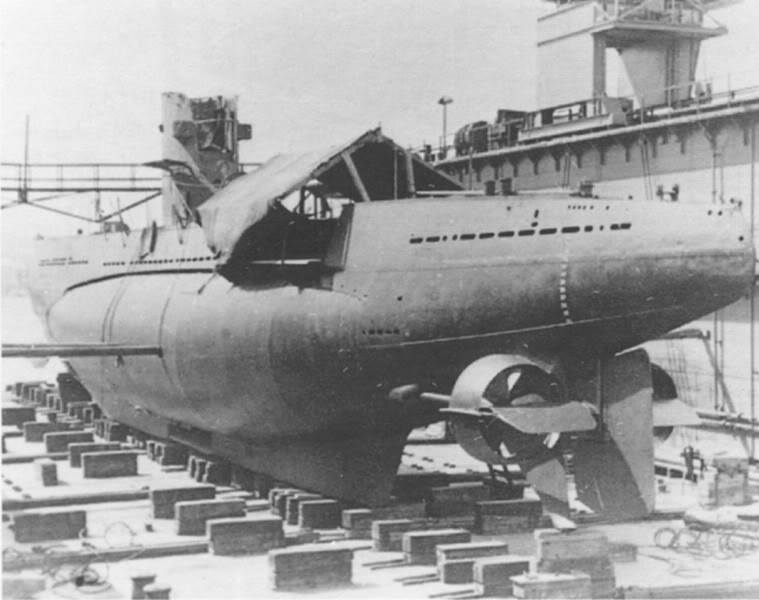
le Unterseeboot 18 (1936)
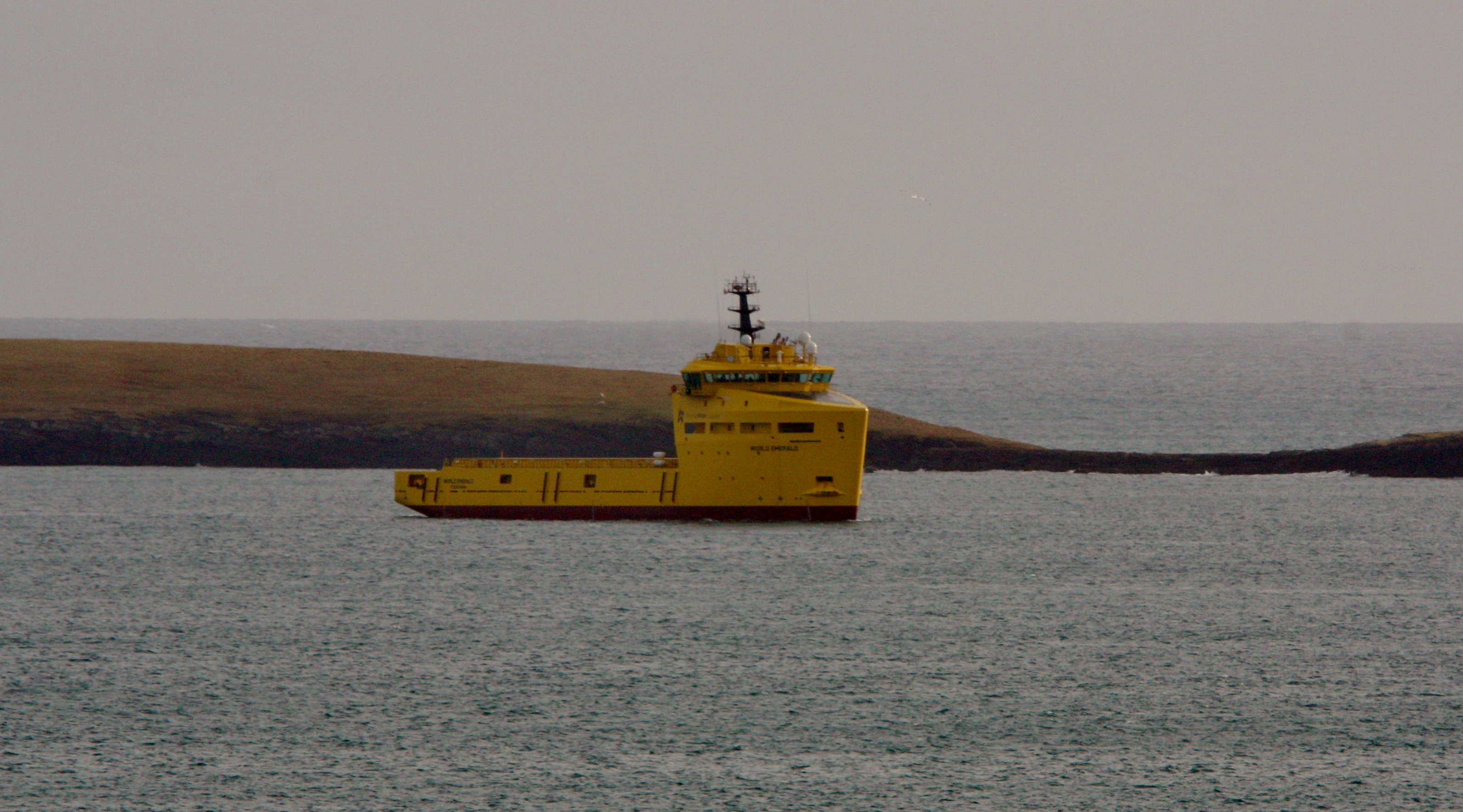
le World emerald (2013)
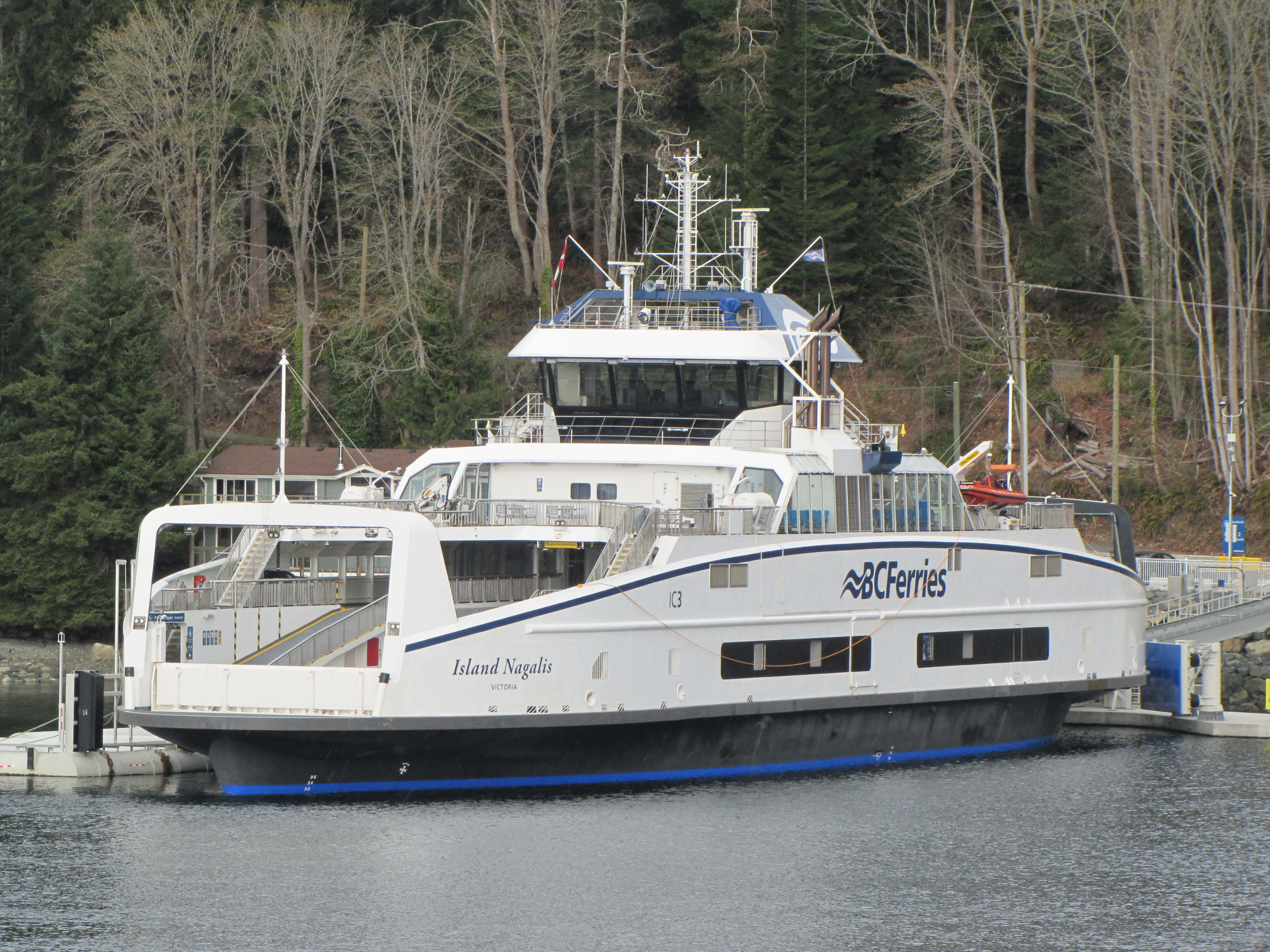
le classe Island Nagalis (2020)
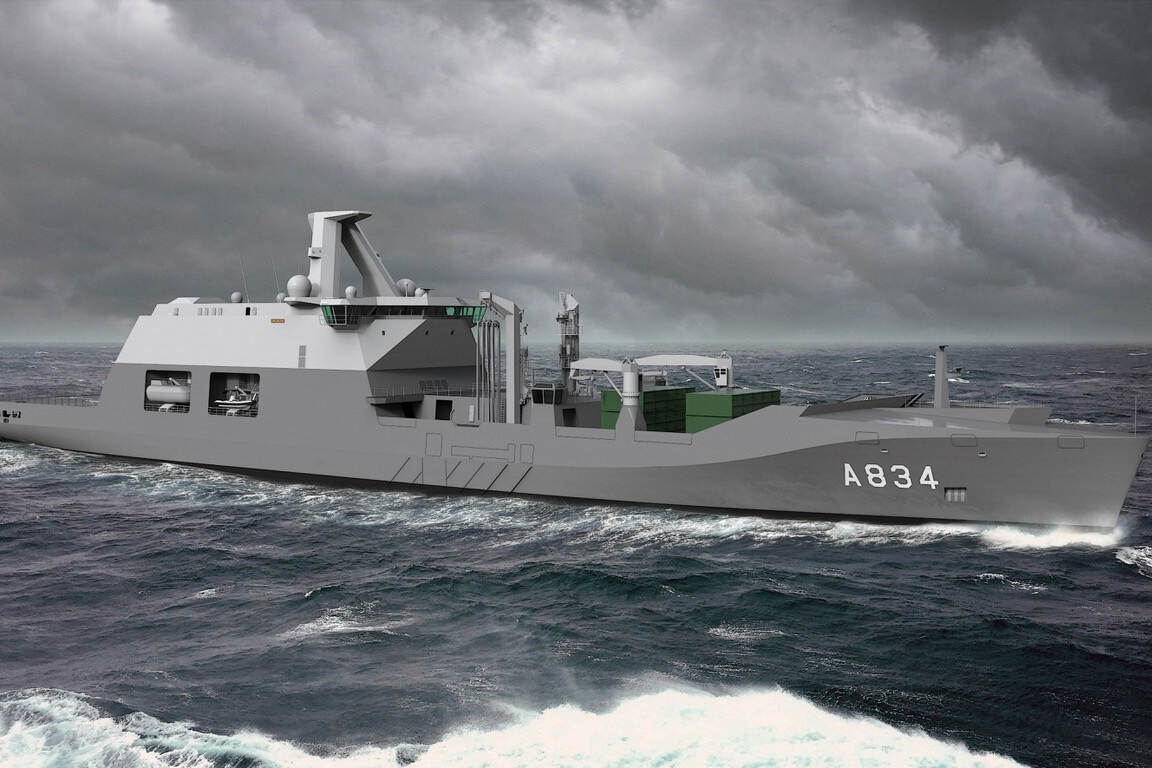
futur navire de guerre pour 2024.